# Zetovo, Stara Zagora
Zetovo (în bulgară Зетьово) este un sat în comuna Cirpan, regiunea Stara Zagora,  Bulgaria. 

## Demografie
Componența etnică a satului Zetovo
     Bulgari (84,34%)
     Romi (11,19%)
     Nicio identificare (4,46%)
     Altele (0%)
La recensământul din 2011, populația satului Zetovo era de 1.233 locuitori. Din punct de vedere etnic, majoritatea locuitorilor (84,34%) erau bulgari, cu o minoritate de romi (11,19%). Pentru 4,46% din locuitori nu este cunoscută apartenența etnică.